# Santiago García
Santiago García (14. září 1990, Montevideo – 4. února 2021, Godoy Cruz) byl uruguayský fotbalista, útočník. Spáchal sebevraždu.

## Fotbalová kariéra
Hrál v Uruguayi za Nacional Montevideo, v Brazílii za CA Paranaense, v Turecku za Kasımpaşa SK, opět v Uruguayi za Nacional Montevideo a River Plate Montevideo a v Argentině za Godoy Cruz Antonio Tomba‎. V sezóně 2010/11 byl nejlepším střelcem uruguayské ligy a v sezóně 2017/18 nejlepším střelcem argentinské ligy. V jihoamerickém Poháru osvoboditelů nastoupil ve 29 utkáních a dal 8 gólů. Za reprezentaci Uruguaye do 21 let v roce 2009 nastoupil v 9 utkáních a dal 5 gólů.